# Matt Kalil
Matt Kalil (geboren am 6. Juli 1989 in Corona, Kalifornien) ist ein ehemaliger US-amerikanischer American-Football-Spieler auf der Position des Offensive Tackles. Er spielte College Football an der University of Southern California (USC). Im NFL Draft 2012 wurde er in der ersten Runde von den Minnesota Vikings ausgewählt, für die er bis 2016 in der National Football League (NFL) aktiv war. Anschließend war Kalil bei den Carolina Panthers und den Houston Texans unter Vertrag.

## Frühe Jahre
Kalil besuchte die Servite High School in Anaheim, Kalifornien und spielte bis 2007 für die Servite Friars High School Football. Er erhielt unzählige Auszeichnungen und wurde von Rivals.com als drittbester Tackle des 2008er Jahrgangs geführt.
Als Student an der University of Southern California war er zunächst hinter Tyron Smith, dem späteren Tackle der Dallas Cowboys, nur zweite Wahl und kam nur vereinzelt zum Einsatz oder spielte in den Special Teams. Als Sophomore setzte er sich schließlich gegen Smith durch und startete in allen 13 Spielen für die USC Trojans. Außerdem gelang es ihm gegen Notre Dame, ein Field Goal zu blocken. Als Junior war er Teil einer Offensive-Line, die in der kompletten Saison nur acht Sacks zuließ; er wurde in mehrere All-American-Teams gewählt und erhielt als zwölfter Trojan-Offensive-Lineman die Morris Trophy. Am 16. Dezember 2011 gab er bekannt, auf ein weiteres Jahr College-Football zu verzichten, um am NFL Draft 2012 teilzunehmen.

## NFL
Bereits nach seinem Sophomore-Jahr am College wurde er als bester Offensive-Lineman für den Draft 2012 eingeschätzt. Die Minnesota Vikings wählten Kalil an vierter Stelle, und er unterschrieb am 26. Juli 2012 einen Vierjahresvertrag. Gleich in seiner ersten Saison durfte er am Pro Bowl teilnehmen, da er für Tackle Trent Williams von den Washington Redskins nachrutschte, der sich kurz vorher bei einer Schlägerei verletzt hatte.
2017 unterschrieb Kalil einen Fünfjahresvertrag über 55 Millionen US-Dollar bei den Carolina Panthers. Nachdem er die gesamte Saison 2018 wegen einer Knieverletzung auf der Injured Reserve List verbracht hatte, wurde er am 14. März 2019 entlassen. Knapp zwei Wochen später nahmen ihn die Houston Texans unter Vertrag. Am 1. September wurde Kalil von den Texans vor Beginn der Regular Season entlassen, nachdem diese Laremy Tunsil verpflichtet hatten.

## Privates
Kalils Vater Frank war ebenfalls Footballspieler für die University of Arkansas und University of Arizona, bevor er 1982 von den Buffalo Bills gedraftet wurde und bis 1984 in der NFL und United States Football League aktiv war. Sein älterer Bruder Ryan Kalil spielte wie Matt an der University of Southern California und wurde fünfmal in den Pro Bowl gewählt.
Kalil war von 2015 bis 2022 mit dem Model Haley Kalil (* 1992) verheiratet.